# مقاطعة دشتياري
مقاطعة دشتياري (بالفارسية: شهرستان دشتیاری) هي مقاطعة في محافظة سيستان وبلوشستان في إيران. في تعداد عام 2006، كان عدد سكانها 57,813 نسمة في 11,196 عائلة. فيها مدينة واحدة: نغور. وثلاثة أقسام ريفية: قسم باهوكلات الريفي وقسم نغور الريفي وقسم سند ميرثويان الريفي.

## التاريخ
بعد تعداد عام 2016، تم رفع تصنيف قرية بيريس إلى مدينة.
وفي عام 2018، تم فصل منطقة دشتياري عن مقاطعة جابهار، لتُشكَّل منها مقاطعة دشتياري الجديدة، التي قُسمت إلى منطقتين، وكل منطقة تضم ناحيتين ريفيتين، واختيرت نيغور عاصمة لها.